# Степанковская, Галина Константиновна
Галина Константиновна Степанковская (укр. Галина Костянтинівна Степанківська; 19 мая 1922, с. Старый Пиков, Винницкий уезд, Подольская губерния, Украинская ССР — 12 марта 2017, Киев, Украина) — советский и украинский акушер-гинеколог, профессор (1970), Заслуженный деятель науки УССР (1987), заведующая кафедрой акушерства и гинекологии № 1 КМИ (1974—1990). Член Европейской ассоциации акушеров-гинекологов, член-корреспондент НАНУ (1991) и АМН (1993) Украины. Лауреат Государственной премии Украины.

## Биография
Отец, Константин Яковлевич Степанковский (1892—1953), был известным в Киеве акушером-гинекологом. Мать, Екатерина Николаевна (1895—1954), — акушерка.
В 6 лет с семьёй переехала в Винницу, а затем в Киев, где старшая сестра Елена решила поступать в институт. Окончила киевскую школу № 35 и в 1940 году поступила в Киевский медицинский институт. Во время войны работала санитаркой в военном госпитале вместе с родителями и сестрой. После того, как отец получил тяжелую контузию, Галину отправили в Казань, где она в 1943—1944 годах училась в Казанском медицинском институте. Позже вернулась в Киев и в 1946 году окончила Киевский медицинский институт (КМИ).
Работала в Институте педиатрии, акушерства и гинекологии. Прошла школу профессора С. П. Виноградовой, академика А. П. Николаева, клинициста доцента О. И. Евдокимова и профессора Н. С. Бакшеева.
С 1963 года доцент кафедры акушерства и гинекологии № 1 КМИ. В 1967 году защитила докторскую диссертацию на тему «Перенашивание беременности. Вопросы патогенеза, клиники и лечения». С 1970 года — профессор, с 1974 по 1990 год — заведующая кафедрой акушерства и гинекологии № 1 КМИ. С 1990 года — профессор кафедры акушерства и гинекологии № 1.
Член-корреспондент АН УССР (1991), член-корреспондент Национальной академии наук Украины (1991) и АМН (1993) Украины.

## Научная деятельность
Основные направления научных исследований: особенности физиологических и патологических состояний сократительной деятельности матки, перинатология, онкогинекология. Исследовала основные механизмы нейрогуморальной регуляции в конце физиологической беременности и при перенашивании беременности, а также изучены ведущие факторы, вызывающие гипоксию плода, разработаны методы лечения и профилактики этих нарушений, усовершенствованные методы лечения предопухолевых состояний шейки матки и злокачественных новообразований яичников.
Автором более 300 научных работ, среди них 17 монографий, 2 учебника, 13 авторских свидетельств на изобретения. Подготовила 7 докторов и 43 кандидата медицинских наук. В течение 18 лет возглавляла научное общество акушеров-гинекологов Украины и была организатором 3 съездов, которые проводились один раз в 5 лет.

## Семья
В 1955 году вышла замуж за Кирилла Александровича Такайшвили (7 октября 1921-29 августа 1990) — кандидата медицинских наук.

## Награды и звания
- Орден Отечественной войны 2 степени
- Орден Трудового Красного Знамени
- Орден «За мужество» III степени
- Нагрудный знак «Знак Почёта»
- 11 медалей.

Лауреат Государственной премии Украины.

## Труды
- Неотложные состояния в акушерстве и гинекологии / Галина Константиновна Степанковская (ред.) — К.: Здоров’я, 2000. — 672с.
- Степанковская, Галина Константиновна. Амбулаторное лечение больных с гинекологическими заболеваниями [Текст]. — Киев : Здоров’я, 1974. — 176 с.
- Послеродовая инфекция / Г. К. Степанковская, С. Я. Сольский. — Киев : Здоровья, 1989. — 133 с.
- Злокачественные новообразования яичников / Г. К. Степанковская. — Киев : Здоров’я, 1985. — 134 с.